# Laurika Rauch

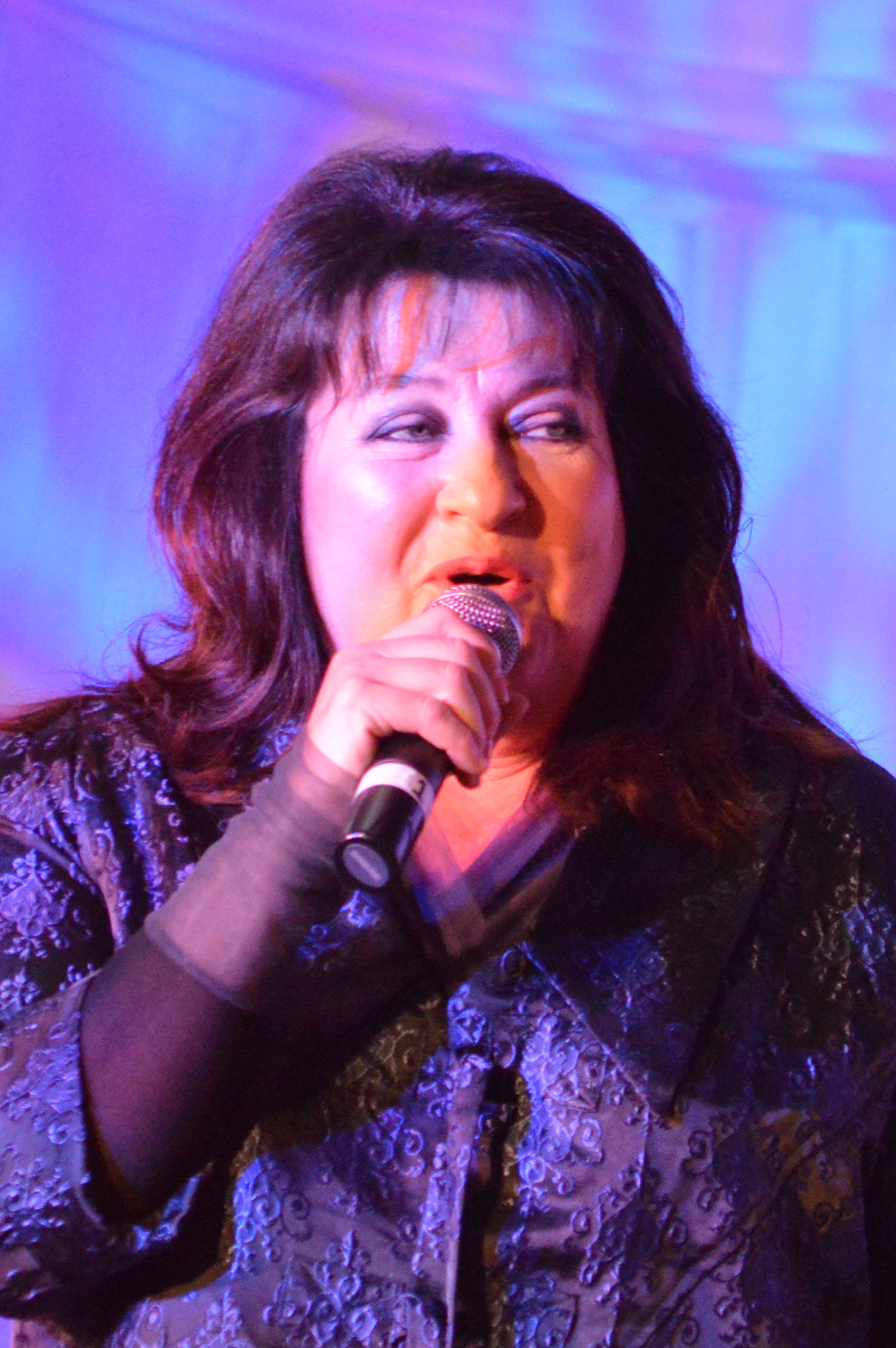
Laurika Rauch (2015)

Laurika Rauch (ur. 1 listopada 1950 r. w Kapsztadzie) – południowoafrykańska piosenkarka śpiewająca w języku afrikaans.

## Kariera
W latach siedemdziesiątych studiowała wiedzę o teatrze na Uniwersytecie w Stellenbosch. Już podczas studiów rozpoczęła karierę piosenkarki, występując w południowoafrykańskiej telewizji z interpretacjami wierszy Ingrid Jonker, później tłumaczyła i wykonywała w języku afrikaans piosenki Jacques'a Brela.
W 1979 zadebiutowała tłumaczeniem Kinders van die Wind autorstwa Koos du Plessis.
W trakcie swej kariery występowała na scenach Belgii, Holandii, Wielkiej Brytanii, Czechach i Niemczech.
Jest zamężna z autorem tekstów piosenek Christopherem Torrem, mają razem dwójkę dzieci: Ninę i Simona.

## Dyskografia
- Debuut (1979)
- 'n Jaar in my lewe (1980)
- Vir Jou (1981)
- Jy is te dierbaar (1983)
- Laurika op Versoek (1985)
- Encore! Laurika (1988)
- Stuur Groete aan Mannetjies Roux (1990)
- Grootste Treffers Volume 1 (1991)
- Die Gang (1992)
- Hot Gates (1995)
- Grootste Treffers Volume 2 (1996)
- The Brel Album (1997)
- 19 Treffers van 21 Jaar (1999)
- Die mense op die Bus (1999)
- Hei mevrou Brown (dit gaan goed) (2000)
- Vier Seisoene kind (2002)
- My ou Tante Koba (2004)
- Die nuwe Trefferalbum (2004)